# Омана планування
Омана планування (англ. planning fallacy) — це феномен, коли передбачення щодо кількості часу, необхідного для завершення майбутньої задачі, демонструють оптимістичне упередження (недооцінюють необхідну кількість часу). Феномен виникає незалежно від того, чи знає людина про те, що минулі аналогічні задачі забрали більше часу, ніж планувалось Термін уперше запропонували Деніел Канеман та Амос Тверські 1979 року. Упередження впливає лише на оцінку власних завдань; коли час завершення задачі передбачають зовнішні спостерігачі, вони демонструють упередження песимізму, переоцінюючи потребу в часі.
Омана планування постулює, що прогноз часу на завершення поточних завдань є більш оптимістичним, ніж переконання щодо часу на виконання схожих завдань у минулому, та більш оптимістичні, ніж фактичний час, необхідний на завершення таких поточних задач. У 2003 році Ловалло та Канеман запропонували розширене визначення тенденції недооцінювати час, витрати та ризики майбутніх дій та одночасно переоцінювати користь від таких дій. За цим визначенням, омана планування має наслідком не лише перевитрати часу, а й перевитрати коштів/зусиль та недоотримання вигод у порівнянні з плановими.

## Емпіричні свідчення

### У індивідуальних задачах
У дослідженні 1994 року 37 студентів-випускників психології попросили оцінити, скільки часу в них займе завершення їхньої дипломної роботи. Середня оцінка склала 33,9 днів. Вони також оцінювали, скільки це займе часу, «якщо все піде найкращим чином» (в середньому 27,4 дні), та «якщо все буде якнайгірше» (в середньому 48,6 днів). Середній фактичний час на завершення роботи склав 55,5 днів, і лише бл. 30% студентів завершили роботу в рамках передбаченого ними самими періоду.
В іншому дослідженні студентів попросили оцінити, коли вони завершать власні академічні проекти, а саме оцінку завершення з ймовірністю 50%, 75%, та 99%, а потім відконтролювали виконання. Результати були такими:
- 13% студентів завершили проект до часу, який вони зазначили з 50% ймовірністю;
- 19% студентів завершили проект до часу, який вони зазначили з 75% ймовірністю;
- 45% студентів завершили проект до часу, який вони зазначили з 99% ймовірністю. Решта не вписалася і в цей час.

Це одне дослідження — канадських платників податку, надруковане 1997 року, виявило, що вони направляли поштою свої податкові декларації в середньому на тиждень пізніше, ніж передбачали. У них не було хибних уявлень стосовно того, коли вони відправляли форми у минулому, але були очікування, що наступного разу вони це зроблять швидше. Це ілюструє основну рису омани планування — люди визнають свої минулі прогнози занадто оптимістичними, але наполягають, що поточні прогнози є реалістичними.

### У групових задачах
Картер та його колеги 2005 року провели три дослідження, які демонструють емпіричні докази впливу омани планування і на передбачення щодо групових задач. Дослідження показують, що встановлення часових рамок та думки щодо успішного завершення підсилюють оману планування.

## Запропоновані пояснення
- Канеман та Тверські початково пояснювали оману планування тим, що людина, яка планує, надає більше уваги найбільш оптимістичному сценарію виконання нею задачі, а не використовує весь свій досвід щодо того, скільки насправді часу потребували сході задачі[6];
- Роджер Бюлер з колегами шукали причину існування омани у феномені прийняття бажаного за дійсне; іншими словами — люди думають, що задачі будуть швидко завершені, тому що це є їхнім бажанням[4];
- натомість в іншій роботі, Бюлер з колегами пропонували пояснення омані в термінах упередження корисливості — як люди інтерпретують свої минулі результати. Зокрема, приписуючи собі успіх у минулих задачах, але звинувачуючи інших у затримках їх виконання, людина може нехтувати інформацією, скільки насправді у минулому було використано часу на виконання схожих завдань[4]. Один з експериментів показав, що коли люди надавали свої оцінки часу анонімно, вони не демонстрували упередження оптимізму. Це може свідчити про здійснення людьми оптимістичних передбачень для створення гарного враження про себе у інших[12], що схоже до концепцій, викладених у теорії керування враженнями;
- на думку Роя та колег, люди неправильно пригадують кількість часу, яка їм знадобилась на виконання аналогічних завдань у минулому, і тому впадають в оману щодо прогнозу часу поточних задач[13];
- результати дослідження Санна та колег вказують на те, що групи, які спрямовують свої думки на успішне завершення задачі, більш оптимістично прогнозують час, потрібний їм на її виконання[11];
- Одне з пояснень, якорування, передбачає, що люди впадають в оману планування оскільки вони зосереджені лише на майбутній задачі і не зважають на схожі задачі в минулому, на виконання яких пішло більше часу, ніж планувалось[14];
- Фред Брукс у книзі «Міфічний людино-місяць» зазначає, що додавання нових співробітників до проекту, який вже перевищив строки завершення, несе ряд ризиків та додаткових витрат, які мають схильність затримувати його ще більше. Ця ідея стала відома під назвою «закон Брукса»;
- «дозвільний імператив» пропонує ще одне можливе пояснення: значна частина планування проекту відбувається в контексті, який вимагає фінансового схвалення для реалізації проекту, а людина, яка планує, часто має особисту зацікавленість у затвердженні проекту. Ці речі в поєднанні можуть спонукати людину, яка планує, навмисно недооцінювати вимоги проекту до часу та вартості його виконання. Адже, за народною мудрістю, легше отримати прощення (у даному випадку за додаткові витрати коштів та часу), ніж дозвіл (тут — на початок проекту, якби одразу були відомі його реальні витрати фінансів та часу). Така навмисна неправильна оцінка Джонсом та Юске була названа «стратегічною неправильною презентацією»[15].

Крім наведених психологічних пояснень, феномен омани планування пояснював і Нассім Ніколас Талеб як результат природної асиметрії та проблем масштабування. Асиметрія виникає внаслідок випадкових подій, що дають негативні наслідки додаткових витрат коштів та часу, нерівномірно збалансованих між позитивними та негативними результатами. Складності масштабування стосуються спостереження, що наслідки перепон та зупинок не є лінійними, тобто по мірі зростання масштабу події/задачі, величина помилки зростає у більшій мірі в результаті природного наслідку накопичення неефективності у здатності реагувати для більших задач, особливо в тих зусиллях, які неможливо поділити на частини. Це також додатково контрастує з минулими результатами більш вчасного виконання задач (напр. такими як Емпайр-Стейт-Білдінг, Кришталевий палац, міст Золоті Ворота), що дозволяє зробити висновок про приховані хиби, притаманні більш сучасним системам планування, та приховану слабкість сучасних зусиль (напр., що сучасні зусилля — комп'ютеризовані та менш локалізовані — мають менше людського натхнення та контролю та більше залежні від транспортування).

## Методи зменшення

### Ефект сегментації
Ефект сегментації виявляється втому, що час, який віділяється на виконання задачі в цілому, значно менше суми часу, виділеного на виконання окремих підзадач цього завдання. У дослідження Форсита 2008 року ефект було протестовано на предмет його використання для зменшення омани планування, і в трьох експериментах було виявлено наявність впливу. Однак ефект сегментації вимагає значної кількості когнітивних ресурсів і тому не дуже підходить для щоденних ситуацій.

### Плани впровадження
Плани (наміри) впровадження — це конкретні плани, які точно вказують на те, як, коли та де людина діятиме. Різні експерименти показали, що наявність планів впровадження допомагає людині краще розуміти задачу в цілому та бачити всі можливі результати. На першій стадії розробки таких планів, передбачення щодо часу виконання задачі стають навіть більш оптимістичними. Однак вважається, що процес планування впровадження «прямо залучає силу волі», тобто сприяє більшій залученості людини у завершення завдання. Люди, які розробили плани впровадження під час експериментів, почали раніше виконувати задачу, менше переривались і у пізніших передбаченнях демонстрували менше упередження оптимізму, ніж ті, хто не мав планів впровадження. Також було виявлено, що зменшенню упередження оптимізму сприяє менша кількість перерв.

## Приклади з реального світу

### Сіднейський оперний театр
Сіднейський оперний театр планувалось завершити 1963 року. Спрощена версія була відкрита лише через 10 років — 1973 року. Водночас, початкову вартість будівництва оцінювали у $7 мільйонів, але затримка у будівництві призвела до зростання вартості до $102 мільйонів.

### Eurofighter Typhoon
Завершення військового проекту Eurofighter Typhoon затрималось на 6 років, а витрати перевищили планові на 8 мільярдів євро.

### Бостонська центральна артерія/туннель
Перебудова автомагістралі Бостона (під місцевою назвою Центральна артерія), з занесенням більшості траси у туннелі була завершена через сім років від плану, що коштувало додаткові $12 мільярдів.

### Денверський міжнародний аеропорт
Денверський міжнародний аеропорт (США) відкрився на 16 місяців пізніше графіку та коштував $4,8 мільярди (перевитрати склали більше $2 мільярдів від початкового кошторису.

## Подальше читання
- The Planning Fallacy by Roger Buehler
- Chapter One — The Planning Fallacy: Cognitive, Motivational, and Social Origins [Архівовано 24 вересня 2015 у Wayback Machine.] by Roger Buehler, Dale Griffin, and Johanna Peetz
- If you don't want to be late, enumerate: Unpacking reduces the planning fallacy by Matt Evans and Justin Kruger
- Overcoming the planning fallacy through willpower: effects of implementation intentions on actual and predicted task-completion times by Sander Koole
- The Hourglass Is Half Full or Half Empty: Temporal Framing and the Group Planning Fallacy by Seth Carter, Edward Chang, Craig Parks, and Lawrence Sanna
- Underestimating the Duration of Future Events: Memory Incorrectly Used or Memory Bias? by Nicholas Christenfeld, Craig McKenzie, and Michael Roy